# Hanaiborchella formosana
Hanaiborchella formosana is een mosselkreeftjessoort uit de familie van de Cytheridae. De wetenschappelijke naam van de soort is voor het eerst geldig gepubliceerd in 1976 door Hu.